# Si Jiahui
Si Jiahui (chiń. 斯佳辉; pinyin Sī jiā huī; ur. 11 lipca 2002 w Dongbaihu, Zhejiang) – chiński zawodowy snookerzysta, mieszkający w Wielkiej Brytanii.

## Życiorys

### Dzieciństwo i młodość
Si urodził się w miejscowości Dongbaihu w prowincji Zhejiang 11 lipca 2002 r., ale mieszkał z rodzicami w Hangzhou.
Już w latach szkolnych miał zadatki na sportowca. Jiahui zajął drugie miejsce w szkolnych rozgrywkach tenisa stołowego, a nawet wziął udział w lokalnym turnieju w Hangzhou. Według jego ojca, Si Peijuna (chiń. 斯培均), i jego nauczyciela wychowania fizycznego, Jiahui miał talent i mógłby mieć szansę na większe osiągnięcia w tenisie gdyby zaczął wcześniej trenować.
W snookera Si zaczął grać również jako dziecko, w klubie bilardowym należącym do jego ojca. W wieku 10 lat trenował przez 13 godzin dziennie i pokonywał wszystkich innych graczy w klubie.
We wrześniu 2013 Si Jiahui zrezygnował ze szkoły, żeby móc więcej trenować, i w tym celu wraz z ojcem wyjechali do Guangdong. W wieku 12 lat rozpoczął treningi w Akademii Bilardowej Wiraka w Foshan. Natomiast gdy miał 14 lat, pokonał profesjonalnego gracza Ding Junhui 3–2 w krajowym turnieju.
Si przeniósł się do Wielkiej Brytanii, w wieku 16 lat, gdzie zaczął trenować w Victoria's Academy w Sheffield.

### Kariera snookerowa
W maju 2019 roku Si otrzymał pierwszy raz kartę do profesjonalnego touru na sezony 2019/20 i 2020/21. Kartę otrzymał dzięki najlepszym wynikom w ramach Q School w sezonie 2019. Nie udało mu się w tym czasie wyjść poza pierwszą 64. światowego rankingu i tym samym wypadł z touru po sezonie 2020/21.
Grając w UK Championship 2021 jako zawodnik amator, Si pokonał byłego mistrza świata Shauna Murphy’ego 6:5 w pierwszej rundzie. Bezpośrednio po swojej porażce Murphy wygłosił kontrowersyjne opinie o tym, że amatorów nie powinno być w tourze, jednak później przeprosił i pochwalił Si za świetny mecz oraz przyznał, że wygrana Si była w pełni zasłużona. Pod koniec sezonu Si wygrał World Snooker Federation Open 2022, pokonując w finale Lee Stephensa 5:0 i tym samym zdobywając ponownie kartę do touru na sezony 2022/23 i 2023/24.
Na European Masters 2022 Si pokonał Anthony’ego McGilla i Daniela Wellsa i awansował do swojego pierwszego ćwierćfinału w turnieju rankingowym, który jednak przegrał z Kyrenem Wilsonem.
W 2023 roku, dzięki 80. miejscu w światowym rankingu snookerowym Si mógł po raz pierwszy wziąć udział w Mistrzostwach Świata w Snookerze. W eliminacjach pokonał  Floriana Nüßle (10:7), Toma Forda (10:5) i Jordana Browna (10:7) i tym samym dostał się na główną scenę w Sheffield. W pierwszej rundzie w Crucible Theatre Si pokonał Murphy’ego 10:9, Murphy pochwali Si po meczu mówiąc, że był „wspaniały” (ang. fabulous). Następnie Si pokonał Roberta Milkinsa 13:7 w drugiej rundzie i McGilla 13:12 w ćwierćfinale. Tym samym stał się pierwszym debiutantem w Crucible, który dotarł do półfinału od czasu debiutu Andy’ego Hicksa z 1995 roku oraz najmłodszym graczem w półfinale od czasu MŚ 1996, w którym grał 20 letni Ronnie O’Sullivan. W meczu półfinałowym rozgrywanym z Lucą Brecelem prowadził już 14:5, jednak wygrał tylko jedną z następnych 13 partii i przegrał 15:17.

## Życie prywatne
Si mieszka i trenuje w Sheffield, ale jego dziewczyna i rodzina zostały w Chinach. W czasach pandemii COVID-19 nie widział się z nimi przez 3 lata.
W wywiadzie dla WST powiedział, że poza snookerem lubi słuchać muzyki i oglądać filmy, a jako ulubiony film wskazał Green Book.
Jego snookerowym idolem jest Ronnie O’Sullivan, którego ceni za eleganckie i zgrabne zagrania.

## Udział w turniejach
| Turniej \ Sezon               | 2016/ 17                 | 2017/ 18                 | 2018/ 19                 | 2019/ 20                 | 2020/ 21      | 2021/ 22      | 2022/ 23      | 2023/ 24      | 2024/ 25      | 2025/ 26 |
| ----------------------------- | ------------------------ | ------------------------ | ------------------------ | ------------------------ | ------------- | ------------- | ------------- | ------------- | ------------- | -------- |
| Turnieje rankingowe           |                          |                          |                          |                          |               |               |               |               |               |          |
| Championship League           | Wydarzenie nierankingowe | Wydarzenie nierankingowe | Wydarzenie nierankingowe | Wydarzenie nierankingowe | RR            | RR            | RR            | RR            | RR            | RR       |
| European Masters              | A                        | A                        | A                        | LQ                       | 1R            | LQ            | QF            | 2R            | NH            |          |
| Xi’an Grand Prix              | nie rozegrano            | nie rozegrano            | nie rozegrano            | nie rozegrano            | nie rozegrano | nie rozegrano | nie rozegrano | nie rozegrano | 2R            |          |
| Saudi Arabia Snooker Masters  | nie rozegrano            | nie rozegrano            | nie rozegrano            | nie rozegrano            | nie rozegrano | nie rozegrano | nie rozegrano | nie rozegrano | SF            |          |
| English Open                  | A                        | A                        | A                        | 4R                       | 1R            | LQ            | LQ            | 2R            | 2R            |          |
| British Open                  | nie rozegrano            | nie rozegrano            | nie rozegrano            | nie rozegrano            | nie rozegrano | 1R            | LQ            | 2R            | 1R            |          |
| Northern Ireland Open         | A                        | A                        | A                        | 3R                       | 1R            | LQ            | 1R            | LQ            | 1R            |          |
| International Championship    | A                        | A                        | A                        | LQ                       | nie rozegrano | nie rozegrano | nie rozegrano | 1R            | 2R            |          |
| UK Championship               | A                        | A                        | A                        | 1R                       | 1R            | 2R            | LQ            | LQ            | 1R            |          |
| Shoot Out                     | A                        | A                        | A                        | 1R                       | WD            | 1R            | 1R            | QF            | 3R            |          |
| Scottish Open                 | A                        | A                        | A                        | 2R                       | 1R            | 1R            | LQ            | 2R            | 2R            |          |
| German Masters                | A                        | A                        | A                        | LQ                       | LQ            | LQ            | 1R            | F             | 2R            |          |
| Welsh Open                    | A                        | A                        | A                        | 2R                       | 2R            | 2R            | 1R            | 2R            | 1R            |          |
| World Open                    | A                        | A                        | A                        | LQ                       | nie rozegrano | nie rozegrano | nie rozegrano | 1R            | LQ            |          |
| World Grand Prix              | DNQ                      | DNQ                      | DNQ                      | DNQ                      | DNQ           | DNQ           | DNQ           | DNQ           | 1R            |          |
| Players Championship          | DNQ                      | DNQ                      | DNQ                      | DNQ                      | DNQ           | DNQ           | DNQ           | DNQ           | 1R            |          |
| Tour Championship             | nie rozegrano            | nie rozegrano            | A                        | DNQ                      | DNQ           | DNQ           | DNQ           | DNQ           | 1R            |          |
| Mistrzostwa świata            | A                        | A                        | A                        | LQ                       | LQ            | LQ            | SF            | 2R            | QF            |          |
| Turniej nierankingowe         |                          |                          |                          |                          |               |               |               |               |               |          |
| Shanghai Masters              |                          |                          |                          |                          |               |               |               |               |               | 2R       |
| The Masters                   | A                        | A                        | A                        | A                        | A             | A             | A             | A             | A             |          |
| Mistrzostwa świata na sześciu | A                        | A                        | A                        | A                        | nie rozegrano | nie rozegrano | LQ            | nie rozegrano | nie rozegrano |          |
| Dawne turnieje rankingowe     |                          |                          |                          |                          |               |               |               |               |               |          |
| Riga Masters                  | A                        | A                        | A                        | LQ                       | nie rozegrano | nie rozegrano | nie rozegrano | nie rozegrano | nie rozegrano |          |
| China Championship            | NR                       | A                        | A                        | LQ                       | nie rozegrano | nie rozegrano | nie rozegrano | nie rozegrano | nie rozegrano |          |
| WST Pro Series                | nie rozegrano            | nie rozegrano            | nie rozegrano            | nie rozegrano            | RR            | nie rozegrano | nie rozegrano | nie rozegrano | nie rozegrano |          |
| Turkish Masters               | nie rozegrano            | nie rozegrano            | nie rozegrano            | nie rozegrano            | nie rozegrano | 3R            | nie rozegrano | nie rozegrano | nie rozegrano |          |
| Gibraltar Open                | A                        | A                        | A                        | 1R                       | 2R            | WD            | nie rozegrano | nie rozegrano | nie rozegrano |          |
| WST Classic                   | nie rozegrano            | nie rozegrano            | nie rozegrano            | nie rozegrano            | nie rozegrano | nie rozegrano | 3R            | nie rozegrano | nie rozegrano |          |
| Dawne turnieje nierankingowe  |                          |                          |                          |                          |               |               |               |               |               |          |
| Haining Open                  | 1R                       | 1R                       | 3R                       | 3R                       | NH            | A             | nie rozegrano | nie rozegrano | nie rozegrano |          |

| Legenda tabeli wyników              | Legenda tabeli wyników       | Legenda tabeli wyników                     | Legenda tabeli wyników                                                              | Legenda tabeli wyników                     | Legenda tabeli wyników                     |
| ----------------------------------- | ---------------------------- | ------------------------------------------ | ----------------------------------------------------------------------------------- | ------------------------------------------ | ------------------------------------------ |
| LQ                                  | odpadnięcie w kwalifikacjach | #R                                         | odpadnięcie we wczesnej fazie turnieju (WR = runda dzikich kart, RR = faza grupowa) | QF                                         | przegrana w ćwierćfinale                   |
| SF                                  | przegrana w półfinale        | F                                          | przegrana w finale                                                                  | W                                          | zwycięstwo                                 |
| DNQ                                 | nie zakwalifikował/a się     | A                                          | nie brał/a udziału                                                                  | WD                                         | zrezygnował/a w trakcie turnieju           |
| Legenda oznaczeń w tabelach wyników |                              |                                            |                                                                                     |                                            |                                            |
| NH / Nie roz.                       | NH / Nie roz.                | Turniej nie odbył się.                     | Turniej nie odbył się.                                                              | Turniej nie odbył się.                     | Turniej nie odbył się.                     |
| NR / Nie-rank.                      | NR / Nie-rank.               | Turniej nie był zaliczany jako rankingowy. | Turniej nie był zaliczany jako rankingowy.                                          | Turniej nie był zaliczany jako rankingowy. | Turniej nie był zaliczany jako rankingowy. |
| R / Rank.                           | R / Rank.                    | Turniej był zaliczany jako rankingowy.     | Turniej był zaliczany jako rankingowy.                                              | Turniej był zaliczany jako rankingowy.     | Turniej był zaliczany jako rankingowy.     |
| MR / Minor-Rank.                    | MR / Minor-Rank.             | Turniej był zaliczany jako minor ranking.  | Turniej był zaliczany jako minor ranking.                                           | Turniej był zaliczany jako minor ranking.  | Turniej był zaliczany jako minor ranking.  |